# Фрањо Ксавер Пејачевић
Фрањо Ксавер Пејачевић  (Pejacsevich) (Осијек, 15. јул 1707 — Пожега, Славонија, 7. октобар 1781), био је босански (по сопственом самоодређењу, био је Босанац) историчар и теолог, барон вировитички. У 15. години је ступио у исусовачки ред, у коме је постигао докторат филозофије и теологије. Као професор предавао је у Трнави етику, у Загребу филозофију, у Љубљани, Линцу и Бечу казуистику; у Грацу је био канцелар универзитета и предавао је канонско право. Када је постао ректор исусовачког колегијума, служио је у Загребу, Печуху и Пожеги до укидања реда. Умро је с титулом петроварадинског опата.
Већи дио Пејачевићевих радова је богословске садржине. Када је избио сукоб између православних и унијата, послије штампања српског календара у Бечу (1771), због броја празника и посебно због Срба светитеља, Пејачевић је одлучио да напише српску историју:  Није је успио сам штампати, него је издана послије његове смрти од М. Ф. Кертице (Калоча, 1799). Пејачевић је хтио у овој историји, у облику дијалога између Србина и Бугарина доказати, да су сви Срби, нарочито њихови владари и светитељи, били у вези с римокатоличком црквом и редовно под њом, све док нису доспјели под турску окупацију, и тако под јак грчки црквени утицај. На тај је начин Пејачевић мислио Србима олакшати сједињење с римокатоличком црквом.
Пејачевићева историја Србије написана је на основу веома богате збирке извора, међу којима је било и много рукописа, и биране литературе, у којој је и Јулинчев Кратки Увод, до ког је П. много држао. Утицај Пејачевићеве историје Срба на развитак модерне српске историографије није био никакав, због њене тенденције, због непрегледности дијалога и због незгодног времена штампања (између Рајића и Енгела).
Његов ујак је један од лидера такозване католичке пропаганде у бугарским земљама, као и Ћипровски устанак.